# Bioplast

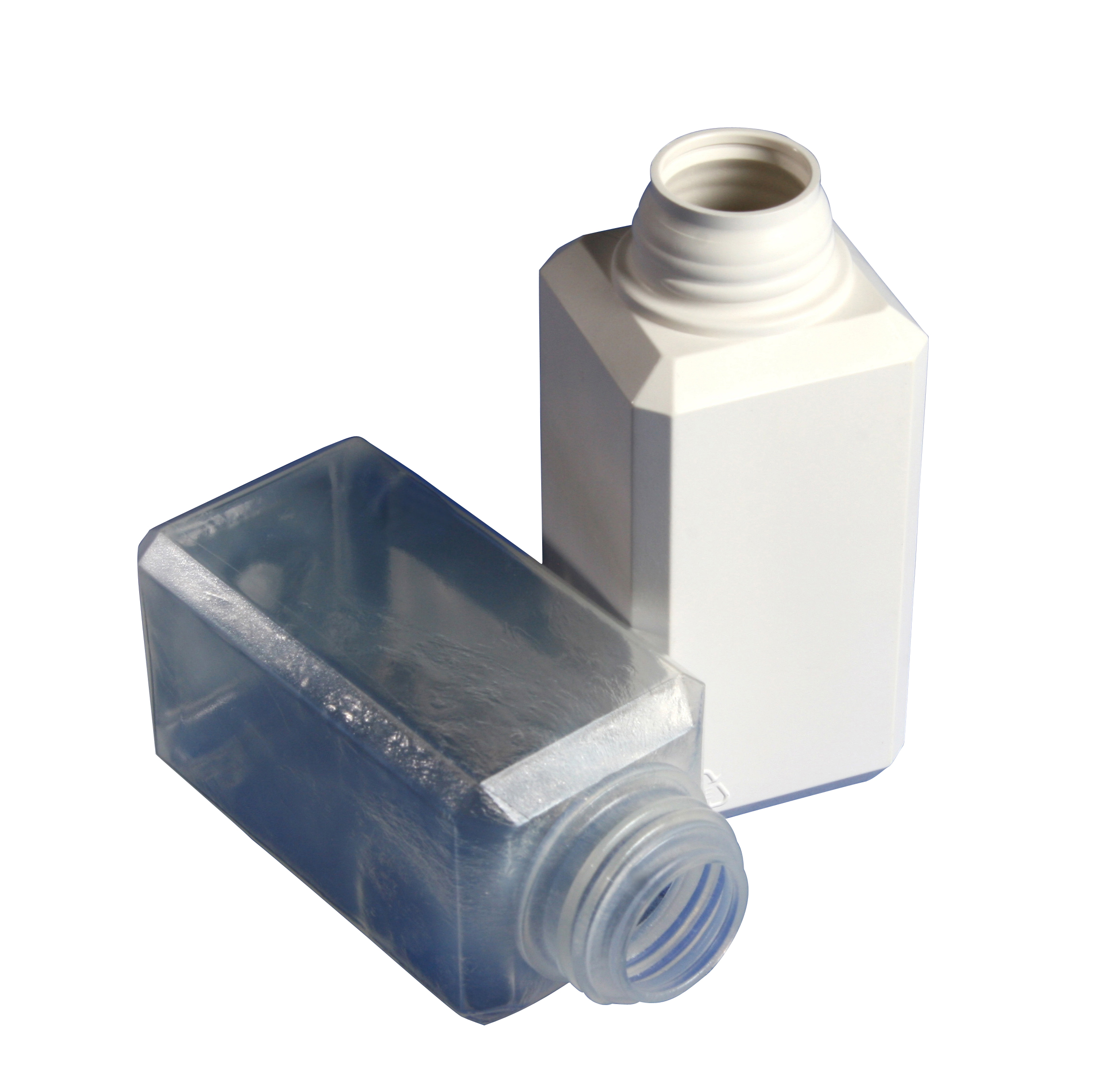
Flaskor gjorda av bioplast

Bioplast är plast som har tillverkats av biologiskt framställda råvaror, som till exempel stärkelse. Den vanligaste råvaran till plast är annars petroleum.
Bioplast går att dela upp i två olika typer:
- Biologiskt nedbrytbar plast
- Råvaran som plasten är gjord av är förnyelsebar eller gjord av biomaterial (biobaserade plaster)

De biologiskt nedbrytbara bryts ned till koldioxid, vatten och/eller metan och ny biomassa.
De biobaserade plasterna görs av biologiskt nedbrytbara resurser, alltså till exempel majs, socker eller cellulosa istället för att använda fossila ämnen. De kan också innehålla kol och väte.

## Användningsområden
Bioplaster används mestadels till följande: 
- Förpackningar
- Mattjänster
- Jordbruk/trädgårdsodling
- Hemelektronik
- Fordon
- Konsumentvaror och hushållsapparater[2]

## Miljön och bioplaster
Eftersom vanlig plast använder fossila resurser som finns i mycket begränsade mängder på jorden är biobaserade plaster mer långsiktiga. Det finns också analyser som visar att koldioxidutsläppet skulle minska om man skulle använder sig av biobaserade plaster istället för vanlig plast.
Däremot påverkas bioplastens nedbrytning och hur snabbt nedbrytning sker av förhållanden som mikroorganismer och temperatur, så de skapar fortfarande nedskräpning och andra miljöproblem i naturen, tex som mikrogranulat i havet.

## Sverige
I Sverige har Södra Skogsägarna tagit fram ett material som kallas för Durapulp, som produceras av cellulosa och stärkelse från majs. Det liknar traditionell plast men är biologiskt nedbrytbart.